# Янош Кёсеги
Янош Кёсеги (венг. Kőszegi János; ок. 1280 — умер после 1327) — венгерский магнат в начале XIV века, конюший (1311—1314). Он унаследовал крупные владения в Славонии и Трансданубии в 1310 году. После 1314/1315 года он стал ярым врагом короля Венгрии Карла I Анжуйского, который победил его в 1316 и 1317 годах, что привело к ликвидации его провинции в течение нескольких месяцев. Он был предком семьи Тамаши.

## Семья
Янош родился в могущественной семье Кёсеги около 1280 года. Сын Хенрика II Кёсеги и его жены, дочери палатина Венгрии Моиша II. У него было два брата, Петер «Херцог», предок семьи Герцег де Секше, и сестра, которая вышла замуж в семью венецианского патриарха Морозини. Его три сына — Миклош, Петер и Хенрик — носили фамилию Тамаши с 1339 года, когда они впервые появились в исторических документах. Семья Тамаши происходила от Хенрика и пользовалась влиянием во время правления короля Венгрии Сигизмунда Люксембургского. Род Тамаши прервался в 1444 году.

## Могущественный магнат
После смерти отца весной 1310 года Янош Кёсеги унаследовал его крупные домены в Верхней Славонии — например, Крапина (Korpona), Белец, Костел, Врбовец (Orbolc), Оштрц (Oszterc), Джурджевац, Копривница (Kapronca) — и Южной Трансданубии — например Шомодьвар, Доброкоз, Домбовар и Кёсег (Батина), став одним из самых могущественных магнатов Венгерского королевства, который управлял своей провинцией независимо от монарха. Янош Кёсеги унаследовал и политические позиции своего отца Хенрика. С 1310 года до своего поражения в 1316 году он действовал как ишпан комитатов Бодрог, Шомодь и Тольна. Первоначально Янош продолжил политику своего отца и номинально поддерживал усилия короля Карла I Роберта, ставшего неоспоримым королём Венгрии после многолетней гражданской войны, боровшейся за престол. Он получил должность конюшего в конце 1311 года и занимал эту должность до второй половины 1314 года. 23 января 1312 года Миклош III Кёсеги подтвердил свой ранее заключённый союз с домом Габсбургов в Фюрстенфельде, помимо своей собственной персоны, от имени своего брата Андраша, своего дяди епископа Дьёрского Миклоша и сыновей покойного Хенрика, Яноша и Петера «Херцога».
Несмотря на своё положение при дворе, Янош Кёсеги управлял своей провинцией без вмешательства короля. В последующие годы появляется несколько сообщений о совершённых им преступлениях и властью над своими соседями, когда ставилась цель дальнейшего распространения его влияния на оставшиеся части Славонии и восточные графства Южной Трансданубии. Например, он захватил форты Кеменд у Якаба Дьера около 1313 года и Харсани у семьи Матучинаи в графстве Баранья. Там он также владел Ораховицей (Рахолька), возможно, наследство от своего отца. После его успешной экспансии, он также был назван ишпаном графства с 1315 года. Кроме того, Янош также владел замками Ньек, Тамаши и Тольнавар в комитате Тольна, по крайней мере, с 1315 года. Янош также имел интересы в юго-восточной части комитата Веспрем, после того как он осадил и приобрёл Эссегвар (сегодня руины около Бана) от Леринта II Леринта около 1314 года.
Одновременно он также совершал грабительские набеги и вторжения со своей территории Верхней Славонии. Он приобрёл крепость Людбрег у рода Печ в комитате Беловар-Крижевци и замок Бела у монастыря Врана (Орден Святого Иоанна) и Лобор в комитате Вараждин. Около 1314 года Янош также осадил и оккупировал Алсолендву на юге комитата Зала (сегодня Лендава, Словения) у Иштвана Хохота или его сына Миклоша (ранее историки Янош Карачоньи и Эрик Фюгеди неверно определили Ивана Кесеги как воюющего и установили 1292 год для даты осады). Эгид Моносло в своём завещании, составленном в марте 1313 года, незадолго до его смерти, постановил, что его вдова и несовершеннолетние дочери-сироты должны были унаследовать Атину (сегодня Вочин в Хорватии). Однако, как сообщал король Венгрии Карл I в своём документе, изданном 22 мая 1317 года, Янош Кесеги требовал для своей семьи Атину в соответствии с правом ещё одного наследства. Тем не менее, зять Эгида Миклош Аба и его братья приобрели Атинский замок. Вскоре после этого Янош Кесеги захватил и заключил в тюрьму Миклоша и Петера Абу. В первой половине 1314 года Миклоша Абу вывели связанным перед замком Атина и протащили вдоль стен на коне, чтобы убедить защитников сдать крепость. Несмотря на это, Яношу Кесеги не удалось захватить Атину. Он заключил Миклоша Абу в тюрьму, в которой он томился в неволе в последующие три года. До 1316 года Янош также занимал форт Корог (Kórógy) в комитате Валко у его владельцев, семьи Короджи.

## Падение
По мнению историка Пала Энгеля, поведение Яноша Кесеги в отношении наследства Атины, в частности, способствовало открытому противостоянию между королём Венгрии Карлом I и олигархическими державами, которое достигло своего пика на всеобщем сейме осенью 1314 года. Согласно гипотезе Энгеля, летом Карл Роберт начал военную кампанию против клана Кёсеги за рекой Драва. Произошли несколько столкновений, в ходе которых были захвачены многочисленные родственники Яноша Кесеги. Соответственно, Карл Роберт созвал сейм после этого и разорвал союз с провинциальными лордами, намереваясь победить их одного за другим. Напротив, историк Дьюла Кристо поставил под сомнение анализ Энгеля: нет никаких сведений о том, что сейм был проведён в 1314 году, который оказался мирным годом без серьёзных военных кампаний. Кристо сказал, что нет никаких доказательств того, что противостояние между Яношем и королевскими войсками имело место в том году, и это была только местная война против семьи Атина.
Осенью 1315 года венгерский король Карл I начал свою первую крупномасштабную кампанию против братьев Яноша и Петера Кесеги и их территории. Карл Роберт лично привёл свои войска в комитат Тольна. В ноябре он осадил и захватил форт Ньек. Однако Янош обратился за помощью к своим родственникам, Андрашу, который управлял Западной Трансданубией, и Миклошу II. Они представляли две другие ветви семьи Кесеги. По словам Пала Энгеля, соединённые силы Кёсеги смогли изгнать королевскую армию из этого региона, а также успешно вернуть замок Ньек. Дьюла Кристо сомневался в личном присутствии Карла и считал, что королевские войска не смогли взять Ньек. После нескольких месяцев перемирия весной 1316 года Карл Роберт начал свою вторую кампанию против провинции Кесеги на юге Трансданубии. Родственники Яноша, в том числе и Андраш Кёсеги, не смогли оказать помощь, поскольку несколько их приближённых присягнули на верность королю и одновременно покинули их войско. Королевская армия ворвалась на территорию Яноша через порт Бата вдоль Дуная в мае, чтобы завоевать внутренние районы Кесеги. Они осадили и разрушили Сомогивар в комитате Шомодь, а затем захватили форты Толнавар, Ньек и Тамаши в комитате Тольна в течение нескольких недель в июне. Впоследствии армия Карла заняла Харсаны и Кеменд в графстве Баранья, прежде чем их окончательная успешная осада замка Кёсег состоялась в июле. Другие замки Яноша в Трансданубии — например, Домбовар, Секше, Добрекез и Маре — сдались без боя. Пал Энгель сообщал, что ряд фамильяров Яноша Кесеги, в том числе Миклош Фельзелендваи, Александр Озораи и Иштван Мареи, перед войной отказались от своей верности клану Кёсеги из-за удачного убеждения и подкупа Карла, что привело к решительной победе монарха. В последующие месяцы Карл Роберт передал значительную часть оккупированных земель и замков их первоначальным законным владельцам. Король вернулся в Темешвар (современный Тимишоара, Румыния) к августу. После потери Южной Трансданубии Янош и Петер Кесеги отступили в Верхнюю Славонию за р. Драва. Кристо утверждал, что вышеупомянутые незначительные столкновения там произошли во второй половине 1316 года (а не в 1314 году, как предполагал Энгель), когда Микш Акош захватил семнадцать слуг Кёсеги, которые пытались уничтожить деревню Крижевцы.
Янош и Петер Кесеги заключили союз с сыновьями покойного Стефана Бабонича, который правил Нижней Славонией, в конце 1316 года. Их альянс, направленный против вновь назначенного бана Яноша Бабонича, также поддерживал местный могущественный магнат Петер Моносло. Карл I, который руководил тремя другими кампаниями против олигархов — в том числе Андраша Кесеги — в то же время послал свою армию, возглавляемую Деметрием Некчеем, Палом Гараи и Иштваном Марэи, против повстанцев в июне 1317 года. Янош Бабонич также предпринял контратаку. Он победил Кесеги в двух сражениях, а также захватил несколько замков, в том числе Ораховицу, Моносло (сегодня Подравска Мославина, Хорватия), Полошницу, Меджурачу (Мегерич) и Зденци (Изденц) к концу года. Отступив в северо-западную часть Славонии, Янош Кесеги смог сохранить свои земли и крепости только в комитате Вараждин и Загорье, где от своего отца Хенрика II на протяжении десятилетий распространил свою власть. В последующие годы произошло несколько пограничных конфликтов, и Янош вновь захватил Меджурачу. Королевский генерал Пал Сечи был убит, когда попытался вернуть форт в конце 1318 года. Янош и Петер сражались в армии своего родственника Андраша Кемени, провинция которого была окончательно разгромлена королевскими войсками в первой половине 1319 года . Миклош Лудбреги отвоевал замок Бела для аббатства Врана к концу года, и, наконец, отвоевал замок Лудбрег у братьев Кесеги в начале 1320 года. К весне 1320 года Янош Кёсеги капитулировал, и в его владении осталось лишь несколько замков, в том числе Крапина и Копривница. 18 марта 1322 года король Венгрии Карл I назвал Яноша и Петера «бывшими мятежниками, ныне нашими приверженцами».
Когда его тёзка и кузен, Янош «Волк» Кёсеги, восстал против короля Карла I в 1327 году, Янош и Петер Кесеги присоединились к нему. Однако королевские генералы Микш Акош и Александр Кецский победили их в течение нескольких месяцев. Во время военной кампании Янош Кесеги потерял свою крепость Копривница, которая была захвачена Микшом Акошем. Янош Кёсеги умер где-то после 1327 года, но предположительно до 1336 года, когда Кесеги заключили союз с Габсбургами в том году, только имя Петра было указано среди предателей Карлом I Роберта. Его три сына поклялись в верности королю Венгрии в мае 1339 года. В обмен на Врбовец им был предоставлен (назад) Тамаши, после чего они были упомянуты с фамилией «Тамаши».